# Сайдер, Теодор
Теодор (Тед) Сайдер (англ. Theodore Sider) — американский философ, специализирующийся в области метафизики и философии языка, профессор философии в Ратгерском университете.

## Образование и карьера
После защиты докторской диссертации в Университете Массачусетса Амхерст в 1993 году, Сайдер преподавал в Рочестерском, Сиракузском, Нью-Йоркском, Корнеллском и Ратгерском университетах в 2002—2007 годах и начиная с 2015 года. Сайдер опубликовал три книги и около четырёх десятков статей. Он был также редактором учебника по метафизике совместно с Джоном Хоторном и Дином Зиммерманом.
В 2003 году Сайдер был удостоен книжной премии APA Book Prize за книгу «Four-Dimensionalism: An Ontology of Persistence and Time» («рус. Четырёхмерность: онтология продолжения и времени»).
Сайдер — одна из ведущих фигур в современной метафизике. В 2016 году ему было предоставлено право выступить в Оксфордском университете с Локковскими лекциями.
В метаонтологии Сайдер является сторонником онтологического реализма, в соответствии с которым онтологические вопросы являются содержательными, благодаря тому, что могут быть сформулированы в терминах, которые разделяют мир на естественный части.

## Книги
- Four-Dimensionalism: An Ontology of Persistence and Time (2001). Oxford University Press; Japanese (2007) Shunjusha.
- Riddles of Existence: A Guided Tour of Metaphysics (co-author Earl Conee) (2005). Oxford University Press; Japanese (2009). Shunjusha; Portuguese (2010). Bizâncio.
- Logic for Philosophy (2010). Oxford University Press.
- Writing the Book of the World (2011). Oxford University Press.
- The Tools of Metaphysics and the Metaphysics of Science (2020). Oxford University Press.